# Chasse - Pêche - Natur - Traditions
Chasse - Pêche - Nature - Traditions is een politieke partij in Frankrijk, die in 1989 door Jean Saint-Josse werd gesticht. Het is een rechts partij, die zich voor de traditionele waarden in de agrarische omgeving van Frankrijk inzet, bijvoorbeeld voor de jacht. De voorzitter is Eddie Puyjalon. Bij de presidentsverkiezingen van 2007 haalde hun kandidaat, Frédéric Nihous, 1,15% van de stemmen.
- (fr)  Officiële site, gearchiveerd

UMP en gelieerde partijen:
Union pour un mouvement populaire (UMP) · Parti chrétien-démocrate (PCD) · Parti Radical (PR) · Les Progressistes
Partijen onafhankelijk van de UMP:
Chasse, Pêche, Natur et Traditions (CPNT) · La Gauche moderne (LGM) · Mouvement pour la France (MPF) · Les Centristes (LC)
Samenstelling per 27 juli 2019 
 De deelnemende partijen met de meeste zetels worden genoemd, alleen de partijen met een enkele zetel binnen de fractie ontbreken.